# Nix v. Hedden

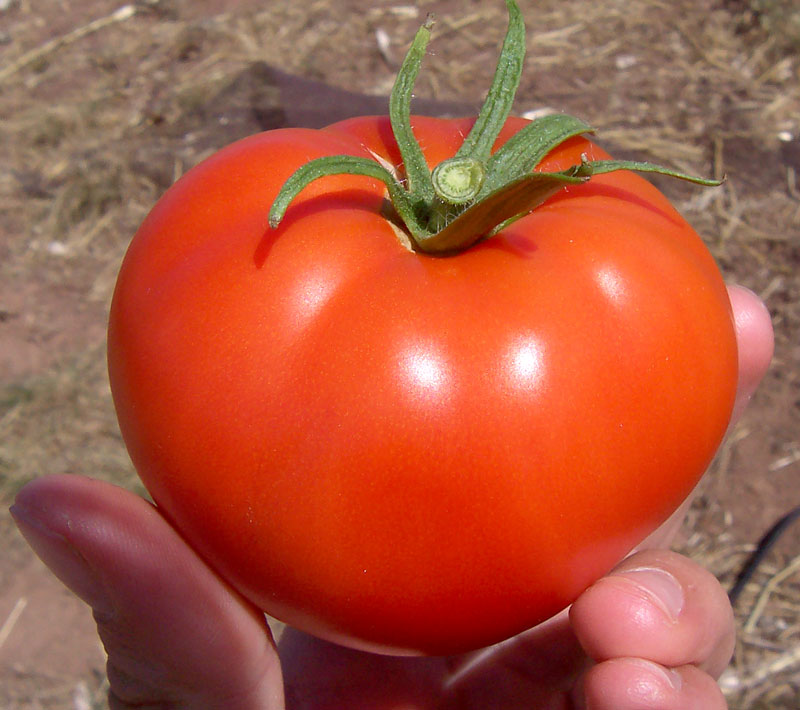
En botanique, la tomate est un fruit, mais dans le langage courant elle est considérée comme un légume.

L’affaire Nix v. Hedden 149 U.S. 304 (en) (1893) fut une affaire judiciaire dans laquelle la Cour suprême des États-Unis eut à statuer sur la question de savoir si la tomate devait être considérée comme fruit ou légume au regard de la loi douanière du 3 mars 1883, qui imposait des droits sur les importations de légumes, mais pas sur les fruits. Le procès fut intenté par John Nix, John W. Nix, George W. Nix et Frank W. Nix contre Edward L. Hedden, trésorier du port de New York, pour récupérer des taxes contestées. En botanique la tomate est un fruit. La cour a cependant, à l'unanimité, décidé en faveur du défendeur, que la loi douanière se référait au sens commun des termes « fruit » et « légume », qui assimile la tomate à un légume, et non pas au jargon technique des botanistes.

## L'affaire
Lors du procès, l'avocat du plaignant, après avoir donné comme preuve les définitions des termes « fruit » et « légume » des dictionnaires de langue anglaise Webster, Worcester et Imperial Dictionary (en), appela deux témoins, qui avaient travaillé pendant trente ans dans le commerce des fruits et légumes, et leur demanda de dire, après avoir entendu ces définitions, si ces termes avaient « une signification particulière dans le commerce, différente de celles qui venaient d'être lues ».
Durant l'audition, un témoin déclara qu'au regard des définitions des dictionnaires :

« [les dictionnaires] ne classent pas toutes les choses, mais sont exacts dans leur domaine. Ils ne considèrent pas toutes les sortes de fruits ou de légumes, mais seulement une partie d'entre eux. Je pense que les termes « fruit » et « légume » ont la même signification dans le commerce que celle qu'ils avaient le 1er mars 1883. Je comprends que le terme « fruit » s'applique dans le commerce seulement aux plantes ou parties de plantes qui contiennent des graines. Il existe bien d'autres légumes que ceux cités dans l'énumération donnée par le dictionnaire Webster sous le vocable « légume » (vegetable) comme chou, chou-fleur, navets, pommes de terre, pois, haricots, et autres, probablement couverts par l'expression « et autres ». »

Un autre témoin déclara : « Je ne crois pas que les termes « fruit » ou « légume » aient eu, en mars 1883, et jusqu'à présent, une signification particulière dans le commerce de ce pays différente de celle que j'ai pu lire dans les dictionnaires. »
L'avocat du plaignant comme celui du défendeur se référèrent aux dictionnaires. Le premier lut, comme pièce à conviction, les définitions des mêmes dictionnaires du terme « tomate », tandis que le second lut ensuite les définitions du dictionnaire Webster des termes pois, aubergine, concombre, courge et piment. Le plaignant répliqua ensuite en lisant les définitions des dictionnaires Webster et Worcester de pomme de terre, navet, panais, chou-fleur, chou, carotte et haricot.

## La décision de la Cour
La cour se prononça, à l'unanimité, en faveur de la défense et estima que la tomate devait être classée comme légume, en se fondant sur les manières dont elle est utilisée et la perception populaire en ce sens. Le juge Horace Gray (en), relatant l'opinion publique à la Cour, déclara  :

« Les passages des dictionnaires cités définissent le terme « fruit » comme la semence des plantes, ou les parties de la plante qui contiennent les graines, et particulièrement les produits charnus et juteux de certaines plantes, protégeant et contenant les graines. Ces définitions ne tendent pas à démontrer que les tomates soient des « fruits », par opposition à « légumes », dans le langage courant ni dans le cadre de la loi douanière. »

Le juge Gray cita plusieurs arrêts de la Cour suprême et déclara que lorsque des mots avaient acquis une signification particulière dans le commerce, leur sens courant devait être retenu par la Cour. Dans cette affaire, les dictionnaires ne pouvaient être retenus comme élément de preuve, mais seulement comme aide pour la mémoire et la compréhension de la Cour. Gray reconnut qu'en botanique les tomates sont classées comme « fruit d'une plante grimpante », néanmoins elles sont considérées comme légumes parce qu'elles sont habituellement consommées dans un plat principal et non pas en dessert. En prenant cette décision, le juge Gray rappela une autre affaire dans laquelle on avait déclaré que les haricots étaient des graines ; de même le juge Bradley (en), dans l'affaire Robertson / Salomon, 130 U.S. 412, 414, admit que bien qu'un haricot soit en botanique une graine, dans le langage courant il est considéré comme un légume. Sur le même sujet, Gray clarifia les cas du concombre, de la courge, du pois et du haricot.

## Suites
Le cas Nix a été cité comme précédent dans trois arrêts de la Cour suprême pour l'interprétation de sens communs, particulièrement de définitions de dictionnaires (affaire Sonn / Maggone/, 159 U.S. 417 (1895) ; affaire Saltonstall / Wiebusch & Hilger, 156 U.S. 601 (1895) ; et affaire Cadwalder / Zeh, 151 U.S. 171 (1894)). En outre, dans l'affaire JSG Trading Corp. / Tray-Wrap, Inc., 917 F.2d 75 (2e Cir. 1990), affaire sans lien avec le cas Nix à part l'intérêt porté aux tomates, un juge rédigea la paragraphe suivant en citant l'affaire :

« Dans le langage courant les tomates sont des légumes, comme l'observait la Cour suprême il y a longtemps, voir Nix / Hedden 149 U.S. 304, 307, 13 S.Ct. 881, 882, 37 L.Ed. 745 (1893), même si sur le plan botanique ce sont réellement des fruits. 26 Encyclopedia Americana 832 (Int'l. ed. 1981). Sans se soucier de la classification, les gens apprécient les tomates depuis des siècles, même Mr Pickwick, comme le raconte Dickens, mangeait ses côtelettes à la sauce tomate. »

En 2005, des membres du corps législatif du New Jersey ont cité Nix comme référence d'un projet de loi désignant la tomate comme légume officiel de l'état fédéré (le symbole fruitier du New Jersey est la myrtille américaine, et son symbole légumier est… la tomate).